# Squalodelphinidae
Squalodelphinidae — родина примітивних платаністуватих (Platanistoidea), що зустрічаються в морських відкладеннях у східній частині Тихого океану, західній Атлантиці та Європі.

## Опис
Відмінні риси Squalodelphinidae включають помірно витягнутий і звужений рострум, задні щічні зуби, які є однокореневими, але зберігають додаткові зубчики, і виражену асиметрію черепа.